# Actenodes acornis
Actenodes acornis är en skalbaggsart som först beskrevs av Thomas Say 1833.  Actenodes acornis ingår i släktet Actenodes och familjen praktbaggar. Inga underarter finns listade i Catalogue of Life.